# 上涅伊温斯基
上涅伊温斯基（羅馬化：Verkh-Neyvinskiy）是俄罗斯斯维尔德洛夫斯克州的市级镇，属该州涅维扬斯克区管辖。地处斯维尔德洛夫斯克州西南部，位于鄂毕河流域内图拉河一支流涅伊瓦河畔，在区行政中心涅维扬斯克南偏西、州府叶卡捷琳堡西北方。西南侧毗邻新乌拉尔斯克。
镇西南部设有同名铁路车站，位于同名池塘西北部。
该地2022年人口有4,674人；2010年人口5,098；2002年人口5,242；1989年人口6,546。